# Rob van Mesdag
Robbert Hendrik (Rob) van Mesdag (Hilversum, 18 januari 1930 - Londen, 18 juli 2018) was een Nederlands roeier. Hij vertegenwoordigde Nederland eenmaal op de Olympische Spelen, maar won bij die gelegenheid geen medaille.

## Jeugd
De ouders van Rob van Mesdag woonden in Hilversum. Hij had drie oudere broers, Jaap, Jat en Maarten. Rob is altijd vrijgezel gebleven en woonde in Londen.

## Olympische Spelen
Hij maakte op 22-jarige leeftijd zijn Olympisch debuut op de Olympische Spelen van 1952 in Helsinki. Hij nam deel bij het roeien aan het onderdeel skiff. De roeiwedstrijden zouden initieel plaatsvinden bij het speciaal hiervoor gebouwde kano- en roeistadion bij Taivallahti, maar doordat de Internationale Roei Federatie deze accommodatie in verband met de windgevoeligheid afkeurde, moest er uitgeweken worden naar een tijdelijk aangelegd roeibaan bij Meilahti, op circa 3 km afstand van het Olympisch Stadion. In de eliminatie ronde werd hij met een tijd van 8.02,0 vierde. In de eerste series van de herkansing finishte werd hij eerste (7.35,6) en tweede herkansing werd hij derde (7.57,2) en was hiermee uitgeschakeld.
In zijn actieve tijd was hij aangesloten bij Cornelis Tromp in Hilversum. Hij was werkzaam als journalist.

## Palmares

### roeien (skiff)
- 1952: tweede herkansing OS - 7.04,2
- 1955:  EK in Gent